# Molen Oever

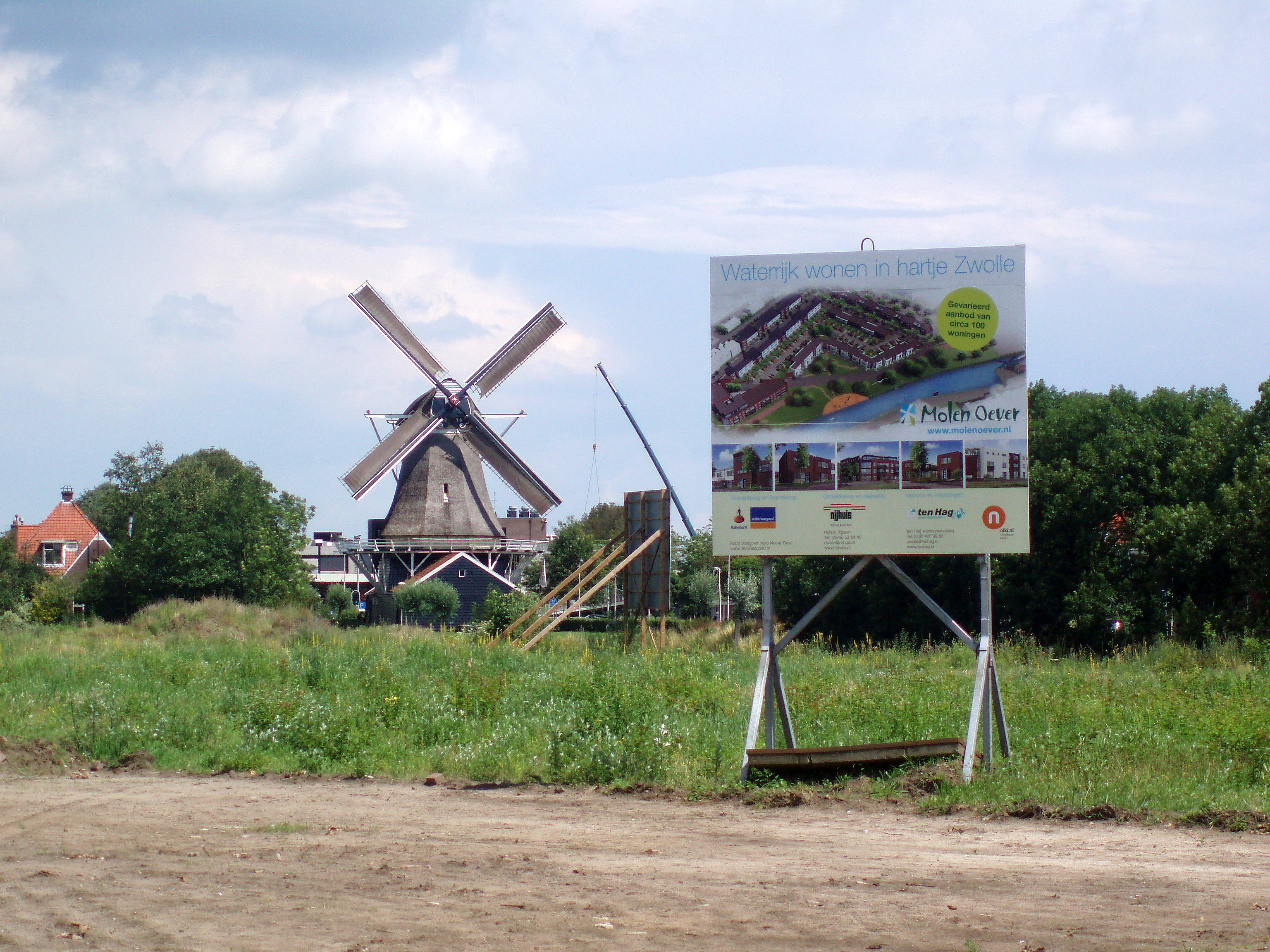
Aankondiging van het project Molen Oever in juli 2007.

Molen Oever is een buurt in Zwolle op de grond van het voormalige fabrieksterrein van Golden-Wonder langs de Nieuwe Vecht en in de directe nabijheid van Molen De Passiebloem.
Molen Oever werd in 2009 opgeleverd en bestaat uit ongeveer 100 woningen. Het omvat 72 grondgebonden eengezinswoningen, 12 zogenoemde muurwoningen en 28 appartementen.